# Château de Beuzon
Le château de Beuzon est un château situé à Écouflant, en France.

## Localisation
Le château est situé dans le département français de Maine-et-Loire, sur la commune d'Écouflant.

## Historique
L'édifice est inscrit au titre des monuments historiques en 1969.